# Leukocytos
Leukocytos innebär en höjd koncentration av vita blodkroppar i blodbanorna.
Leukocytos kan uppkomma vid allvarlig, akut bakterieinfektion, virusinfektion, allergi, och kan uppträda efter hård fysisk träning. Det kan också vara tecken på leukemoid reaktion, vara en läkemedelsbiverkning, eller bero på hastigt höjda nivåer adrenokortikotropiskt hormon.